# Schweizer Prachtkäfer
Der Schweizer Prachtkäfer (Anthaxia helvetica) gehört zu einer Gruppe sehr ähnlich aussehender kleiner dunkler Prachtkäfer, die sich häufig auf gelben Blüten aufhalten und gelegentlich als „schwarze Arten“ der Gattung Anthaxia zusammengefasst werden.
Die Art ist wie die meisten Prachtkäfer gemäß der Bundesartenschutzverordnung gesetzlich besonders geschützt.

## Bemerkungen zum Namen und Systematik
Die Erstbeschreibung der Art erfolgte durch Stierlin 1868 als Variation der Art Anthaxia sepulchralis mit vier Grübchen auf dem Halsschild und breiterem Halsschild. Die Angaben über die Fundorte (Engadin, Simplon, St. Bernhard) sind vermutlich der Grund dafür, dass Stierlin den Artnamen helvētica (lat. in der Schweiz, Helvētia, vorkommend) wählte.
Der Gattungsname Anthaxia ist von altgr. άνθος ánthos, „Blüte“, und  άξιος áxios, „wert“  abgeleitet und weist auf die meist farbenprächtigen Arten dieser Gattung hin.
Die Gattung Anthaxia ist in Europa  in vier Untergattungen mit über hundert Arten vertreten. Weltweit gibt es über dreizehnhundert Arten.
Der Schweizer Prachtkäfer gehört zur Untergattung Melanthaxia. Die Art kommt in den beiden Unterarten Anthaxia helvetica helvetica und Anthaxia helvetica appenina vor.

## Merkmale des Käfers
| Details des Schweizer Prachtkäfers | Details des Schweizer Prachtkäfers |
| ---------------------------------- | ---------------------------------- |
|                                    |                                    |
| Abb. 1: Behaarung der Stirn        |                                    |
|                                    | Abb. 3: Struktur des Halsschilds   |
|                                    |                                    |
| Abb. 2: Form des Halsschilds       | Abb. 4: Stirnbreite                |

Der Körper ist flach und breit. Meist ist er dunkelbraun wie bei den anderen „schwarzen Arten“ der Gattung, es gibt aber auch blaue Formen.
Der Kopf ist fast bis an den Augenhinterrand im Halsschild versteckt. Die Augen sind oval und groß. Die Fühler sind elfgliedrig, kurz und leicht gesägt. Sie sind voneinander entfernt neben dem Vorderrand der Augen eingelenkt. Die Stirn ist relativ kurz und dunkelbraun behaart, die Haare laufen von der Mitte aus zu den Seiten (Abb. 1). Der Scheitel ist zwischen den Augen relativ breit, fast halb so breit wie der Halsschild vorne (Abb. 4).
Der Halsschild ist fast rechteckig, im Vergleich mit ähnlichen Arten ziemlich breit, etwa doppelt so breit wie lang (Abb. 2). Am Vorderrand ist er nur wenig eingebuchtet, am Hinterrand nahezu gerade. Grübchen können angedeutet sein, sind aber nicht so markant wie beim Vierpunktigen Kiefernprachtkäfer (Anthaxia quadripunctata). Auf der Scheibe des Halsschildes liegen seitlich zwischen den Längsrippen einige verlängerte Maschen (Abb. 3). Die Hinterwinkel des Halsschildes sind abgeschnitten und deutlich eingedrückt.
Die Flügeldecken sind uneben und dicht punktiert, deutlich skulpturiert, jedoch ohne Streifen oder Punktreihen. Sie sind etwa eineinhalb mal so lang wie breit. Ihre Seiten verlaufen vorne parallel, zur Spitze hin verengen sie sich. Die nach unten umgeschlagenen Ränder (Epipleuren) verbreitern sich von der Mitte zur Spitze. Das Schildchen ist klein, dreieckig und etwas breiter als lang (Abb. 2:).
Die Vorderhüfthöhlen sind hinten offen. Die kugeligen Vorderhüften sind durch einen nach hinten weisenden Fortsatz der Vorderbrust getrennt. Die Hinterhüften haben Schenkeldecken. Die Tarsen sind alle fünfgliedrig. Die Klauen sind nicht gespalten. Am Hinterleib kann man von unten sechs Abschnitte (Sternite) unterscheiden, die beiden ersten sind in der Mitte breit miteinander verwachsen. Beim Männchen sind Mittel- und Hinterschienen fein gezähnt, bei den Weibchen fehlt diese Zähnung, ihr Körper ist etwas untersetzter als der der Männchen.

## Lebensweise
Die gelblichen Larven fressen an verschiedenen Nadelhölzern. Sie fertigen unregelmäßig geschlängelte, mit Kot und Bohrmehl gefüllte Gänge. Die Puppenwiegen sind schräg zur Triebachse gestellt, ihre untere Hälfte ist mit Bohrmehl ausgefüllt. Die Entwicklung dauert vermutlich zwei Jahre. Die Art wird in die Gilde der Frischholzbesiedler eingeordnet.

## Vorkommen
Die Art bewohnt Nadelwälder bis zur Krummholzstufe. Die Käfer sind auf Waldwiesen, an Waldrändern und auf Waldwegen auf gelben Blüten oder auf abgestorbenen Ästen von Nadelbäumen zu finden.
Die Art ist in den Alpen nicht selten und strahlt von dort in die benachbarten Mittelgebirge aus.